# Дітерсгайм
Дітерсгайм (нім. Dietersheim) — громада в Німеччині, розташована в землі Баварія. Підпорядковується адміністративному округу Середня Франконія. Входить до складу району Нойштадт-на-Айші–Бад-Віндсгайм.
Площа — 31,21 км2. Населення становить 2211 ос. (станом на 31 грудня 2020).